# علی سووه
علی سووه (انگلیسی: Ali Sowe؛ زادهٔ ۱۴ ژوئن ۱۹۹۴) بازیکن فوتبال اهل گامبیا است.
از باشگاه‌هایی که در آن بازی کرده است می‌توان به باشگاه فوتبال لاتینا، باشگاه فوتبال روستوف، باشگاه فوتبال مودنا، باشگاه فوتبال آنکاراگوچو، باشگاه فوتبال دلفینو پسکارا، باشگاه فوتبال لچه، باشگاه فوتبال یووه استابیا، و باشگاه فوتبال کیه‌وو ورونا اشاره کرد.
وی همچنین در تیم ملی فوتبال گامبیا بازی کرده است.